# Långtjärnen (Stöde socken, Medelpad, 693804-154832)
Långtjärnen är en sjö i Sundsvalls kommun i Medelpad och ingår i Ljungans huvudavrinningsområde.